# Dark (serie de televisión)
Dark es una serie de televisión web alemana de suspenso y ciencia ficción creada por Baran bo Odar y Jantje Friese. Situada en la ficticia ciudad de Winden (Alemania), Dark sigue las secuelas de la desaparición de un niño que expone los secretos y las conexiones ocultas entre cuatro familias mientras desentrañan lentamente una siniestra conspiración de viaje en el tiempo que abarca tres generaciones. A lo largo de la serie, Dark explora las implicaciones existenciales del tiempo y sus efectos sobre la naturaleza humana.
Dark, la primera serie original de Netflix en idioma alemán; se estrenó en el servicio de streaming Netflix el 1 de diciembre de 2017. La primera temporada fue recibida con reseñas positivas de los críticos, que hicieron comparaciones iniciales con Stranger Things, otra serie de Netflix.
La segunda temporada de Dark se lanzó el 21 de junio de 2019 y recibió aclamación crítica, mientras que la tercera y última temporada se lanzó el 27 de junio de 2020.

## Sinopsis
En la ciudad de Winden comienzan a desaparecer niños, sacando a la luz las relaciones fracturadas, vidas dobles y el pasado oscuro de cuatro familias (Kahnwald, Nielsen, Tiedemann y Doppler) que viven allí, y revelando un misterio que abarca cuatro generaciones.
La historia comienza en 2019, pero se extiende a través del viaje en el tiempo para incluir argumentos en 1986 y 1953, a medida que ciertos personajes de las familias principales de la serie se dan cuenta de la existencia de un agujero de gusano en las cuevas situadas debajo de la central nuclear local, dirigida por la influyente familia Tiedemann. Durante la primera temporada, comienzan a revelarse secretos sobre las familias Kahnwald, Nielsen, Doppler y Tiedemann, y sus vidas comienzan a desmoronarse a medida que los lazos entre los niños desaparecidos y las historias de la ciudad y sus ciudadanos se hacen evidentes.
En la segunda temporada continúan los intentos de las familias entrelazadas de reunirse con sus seres queridos desaparecidos, varios meses después del final de la primera temporada, en 2020, 1987 y 1954, respectivamente. Historias adicionales ambientadas en 2053 y 1921 aportan nuevos aspectos a los misterios, y se explora la comunidad secreta Sic Mundus, una fuerza importante en una batalla subyacente por el destino final de la gente de Winden, a medida que la temporada avanza hacia el apocalipsis: la destrucción de Winden y la muerte de muchos de sus habitantes.
La tercera temporada sigue los eventos que suceden inmediatamente después del apocalipsis en Winden, las historias del pasado y futuro, y la introducción de otro mundo, desvelándose el origen del bucle. También hay historias adicionales ambientadas en 1888.

## Elenco y personajes

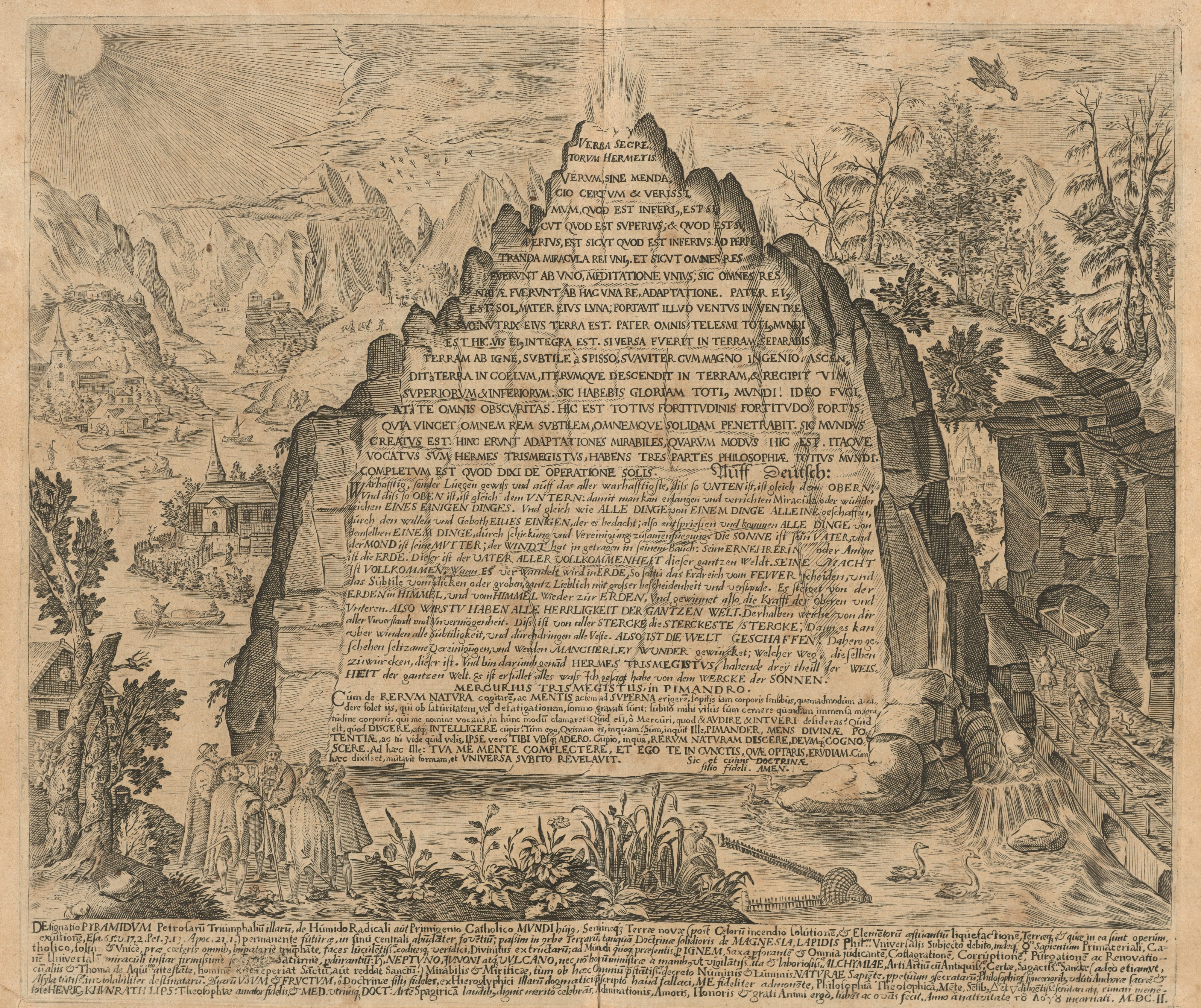
Una representación del siglo XVII de la Tabla de Esmeralda de la obra de Heinrich Khunrath, 1606. En la Tabla de Esmeralda está condensado o resumido todo el arte de la Gran Obra, objetivo principal de la alquimia. La Tabla de Esmeralda aparece en diversas oportunidades a lo largo de la serie.

La primera temporada tiene lugar principalmente en 2019, pero se expande para incluir historias ambientadas en 1986, 1953 y, en la escena final de la temporada, 2052, con varios personajes interpretados en varias edades por múltiples actores.
La segunda temporada tiene lugar varios meses después de la primera, describiendo las historias iniciales en 2020, 1987 y 1954, respectivamente, mientras continúa la historia en 2053 y agrega una quinta historia, establecida en 1921.
La tercera temporada tiene lugar varios meses después de la segunda, describiendo nuevamente las historias en 2020, 1987 y 1954, mientras continúa la historia en 2053 y 1921 y agrega una sexta historia, establecida en 1888 y asimismo un mundo alternativo que transcurre en los años 1987 y 2020.

### Personajes principales
| Personajes                      | Año(s)              | Descripción | Intérprete               | Temporada(s) |
| ------------------------------- | ------------------- | --- | ------------------------ | ------------ |
| Jonas Kahnwald                  | 2019/2020→2053→1921 | Un estudiante de secundaria afectado por el suicidio de su padre.                                                     | Louis Hofmann            | 1–3          |
| Jonas Kahnwald                  | 2052→2019/2020→1888 | Viajero en el tiempo, también conocido como «The Stranger» ("El extraño").                                            | Andreas Pietschmann      | 1–3          |
| Jonas Kahnwald                  | 1921→2053           | Líder de Sic Mundus, también conocido como «Adam» ("Adán").                                                           | Dietrich Hollinderbäumer | 2-3          |
| Mikkel Nielsen/Michael Kahnwald | 2019→1986/1987      | Hijo menor de Ulrich y Katharina.                                                                                     | Daan Lennard Liebrenz    | 1–3          |
| Mikkel Nielsen/Michael Kahnwald | 2019                | Padre de Jonas y artista cuyo suicidio inicia la serie.                                                               | Sebastian Rudolph        | 1–3          |
| Hannah Kahnwald                 | 1986/1987           | Hannah Krüger, una joven tímida.                                                                                      | Ella Lee                 | 1–3          |
| Hannah Kahnwald                 | 2019/2020→1954→1911 | Madre de Jonas y mujer de Michael, quiropráctica. Madre de Silja                                                      | Maja Schöne              | 1–3          |
| Ines Kahnwald                   | 1953                | Joven. | Lena Urzendowsky         | 1, 3         |
| Ines Kahnwald                   | 1986/1987           | Madre adoptiva de Mikkel, enfermera.                                                                                  | Anne Ratte-Polle         | 1–3          |
| Ines Kahnwald                   | 2019                | Abuela de Jonas. | Angela Winkler           | 1            |
| Daniel Kahnwald                 | 1953/1954           | Padre de Ines y jefe de la policía en Winden.                                                                         | Florian Panzner          | 1-3          |
| Martha Nielsen                  | 2019/2020           | Hija mediana de Ulrich y Katharina, novia de Bartosz e interés amoroso de Jonas.                                      | Lisa Vicari              | 1–3          |
| Martha Nielsen                  | Mundo alternativo   | Sobreviviente del apocalipsis, miembro de Erit Lux.                                                                   | Nina Kronjäger           | 3            |
| Martha Nielsen                  | Mundo alternativo   | Líder de Erit Lux, conocida como «Eva».                                                                               | Barbara Nüsse            | 3            |
| Magnus Nielsen                  | 2019/2020           | Hijo mayor de Ulrich y Katharina.                                                                                     | Moritz Jahn              | 1–3          |
| Magnus Nielsen                  | 2052→1921           | Miembro de Sic Mundus.                                                                                                | Wolfram Koch             | 2-3          |
| Ulrich Nielsen                  | 1986/1987           | Estudiante de secundaria afectado por la desaparición de su hermano.                                                  | Ludger Bökelmann         | 1, 3         |
| Ulrich Nielsen                  | 2019→1953/1954      | Marido de Katharina; padre de Magnus, Martha y Mikkel; oficial de policía.                                            | Oliver Masucci           | 1–3          |
| Ulrich Nielsen                  | 1987                | Paciente en una sala de psiquiatría, conocido como «El comisario».                                                    | Winfried Glatzeder       | 2–3          |
| Katharina Nielsen               | 1986/1987           | Novia de Ulrich, estudiante de secundaria.                                                                            | Nele Trebs               | 1–3          |
| Katharina Nielsen               | 2019/2020→1986/1987 | Mujer de Ulrich; madre de Magnus, Martha y Mikkel; directora de secundaria.                                           | Jördis Triebel           | 1–3          |
| Mads Nielsen                    | 1986                | Hermano menor de desaparecido de Ulrich.                                                                              | Valentin Oppermann       | 1, 3         |
| Tronte Nielsen                  | 1953/1954           | Hijo de Agnes, recién llegado a Winden.                                                                               | Joshio Marlon            | 1–3          |
| Tronte Nielsen                  | 1986/1987           | Marido de Jana; padre de Ulrich y Mads; periodista.                                                                   | Felix Kramer             | 1, 3         |
| Tronte Nielsen                  | 2019                | Marido de Jana; padre de Ulrich; abuelo de Magnus, Martha y Mikkel.                                                   | Walter Kreye             | 1–3          |
| Jana Nielsen                    | 1953                | Joven. | Rike Sindler             | 1, 3         |
| Jana Nielsen                    | 1986/1987           | Mujer de Tronte; madre de Ulrich y Mads.                                                                              | Anne Lebinsky            | 1, 3         |
| Jana Nielsen                    | 2019                | Mujer de Tronte; madre de Ulrich; abuela de Magnus, Martha y Mikkel.                                                  | Tatja Seibt              | 1–2          |
| Agnes Nielsen                   | 1921                | Hermana menor de Noah.                                                                                                | Helena Pieske            | 2            |
| Agnes Nielsen                   | 1953/1954→1921      | Madre de Tronte, recién regresada a Winden.                                                                           | Antje Traue              | 1–3          |
| Franziska Doppler               | 2019/2020           | Compañera de clase de Jonas, Magnus y Martha.                                                                         | Gina Alice Stiebitz      | 1–3          |
| Franziska Doppler               | 2052→1921           | Miembro de Sic Mundus.                                                                                                | Carina Wiese             | 2-3          |
| Elisabeth Doppler               | 2019/2020           | Hermana menor sorda de Franziska.                                                                                     | Carlotta von Falkenhayn  | 1–3          |
| Elisabeth Doppler               | 2053                | Líder de los sobrevivientes del apocalipsis de Winden, Mujer de Noah y la madre de Charlotte.                         | Sandra Borgmann          | 2–3          |
| Charlotte Doppler               | 1986/1987           | Joven criada por su tutor, H.G. Tannhaus.                                                                             | Stephanie Amarell        | 1, 3         |
| Charlotte Doppler               | 2019/2020→2053      | Mujer de Peter; madre de Franziska y Elisabeth; jefa de policía de Winden.                                            | Karoline Eichhorn        | 1–3          |
| Peter Doppler                   | 1987                | Hijo de Helge que llega a Winden tras la muerte de su madre.                                                          | Pablo Striebeck          | 3            |
| Peter Doppler                   | 2019/2020           | Marido de Charlotte; padre de Franziska y Elisabeth; psicólogo de Jonas.                                              | Stephan Kampwirth        | 1–3          |
| Helge Doppler                   | 1953/1954           | Hijo de Bernd y Greta.                                                                                                | Tom Philipp              | 1–3          |
| Helge Doppler                   | 1986/1987           | Padre de Peter, guardia de la planta de energía.                                                                      | Peter Schneider          | 1–3          |
| Helge Doppler                   | 2019→1986           | Paciente en una institución psiquiátrica.                                                                             | Hermann Beyer            | 1, 3         |
| Bernd Doppler                   | 1953                | Marido de Greta, padre de Helge, fundador de la planta de energía.                                                    | Anatole Taubman          | 1, 3         |
| Bernd Doppler                   | 1986/1987           | Padre de Helge, exdirector de la planta de energía.                                                                   | Michael Mendl            | 1–3          |
| Greta Doppler                   | 1953/1954           | Mujer de Bernd, madre de Helge.                                                                                       | Cordelia Wege            | 1–3          |
| H.G. Tannhaus                   | 1953/1954           | Un relojero. | Arnd Klawitter           | 1–3          |
| H.G. Tannhaus                   | 1986/1987           | Tutor de Charlotte, relojero y escritor.                                                                              | Christian Steyer         | 1–3          |
| Bartosz Tiedemann               | 2019/2020           | Hijo de Regina y Aleksander, mejor amigo de Jonas y novio de Martha.                                                  | Paul Lux                 | 1–3          |
| Bartosz Tiedemann               | 2052→1921           | Miembro de Sic Mundus.                                                                                                | Roman Knižka             | 2-3          |
| Regina Tiedemann                | 1986/1987           | Hija de Claudia. | Lydia Makrides           | 1–3          |
| Regina Tiedemann                | 2019/2020           | Mujer de Aleksander, la madre de Bartosz, gerente de un hotel.                                                        | Deborah Kaufmann         | 1–3          |
| Aleksander Tiedemann            | 1986/1987           | Joven misterioso, nacido como Boris Niewald que adopta la identidad de Aleksander Köhler.                             | Béla Gabor Lenz          | 1–3          |
| Aleksander Tiedemann            | 2019/2020           | Marido de Regina (cambia su apellido por el de ésta al casarse), padre de Bartosz y director de la planta de energía. | Peter Benedict           | 1–3          |
| Claudia Tiedemann               | 1953/1954           | Hija de Egon y Doris, tutora de Helge.                                                                                | Gwendolyn Göbel          | 1–3          |
| Claudia Tiedemann               | 1986/1987→2020      | Madre de Regina, directora de la planta de energía.                                                                   | Julika Jenkins           | 1–3          |
| Claudia Tiedemann               | 2019/2020→1954      | Viajera en el tiempo que se opone a Sic Mundus.                                                                       | Lisa Kreuzer             | 1–3          |
| Egon Tiedemann                  | 1953/1954           | Padre de Claudia, oficial de policía.                                                                                 | Sebastian Hülk           | 1–3          |
| Egon Tiedemann                  | 1986/1987           | Padre de Claudia, inspector jefe de policía que está cerca de la jubilación.                                          | Christian Pätzold        | 1–3          |
| Doris Tiedemann                 | 1953/1954           | Madre de Claudia y mujer de Egon.                                                                                     | Luise Heyer              | 1–3          |
| Hanno Tauber/Noah               | 1910                | Hijo de Bartosz y Silja.                                                                                              | Till Patz                | 3            |
| Hanno Tauber/Noah               | 1921→2020           | Hermano mayor de Agnes, acólito de Sic Mundus.                                                                        | Max Schimmelpfennig      | 2–3          |
| Hanno Tauber/Noah               | 1953→1921           | Sacerdote y miembro de Sic Mundus.                                                                                    | Mark Waschke             | 1–3          |
| Silja Tiedemann                 | 1954→1911→2052      | Hija de Egon y Hannah, media hermana de Jonas.                                                                        | Aurora Dervisi           | 3            |
| Silja Tiedemann                 | 2052-2053→1890      | Sobreviviente del apocalipsis y mano derecha de Elisabeth.                                                            | Lea van Acken            | 1-3          |
| Silja Tiedemann                 | 1910                | Mujer de Bartosz; madre de Hanno y Agnes.                                                                             | Lissy Pernthaler         | 3            |
| «El Desconocido»                |                     | Versión infantil del hijo de Jonas y Martha; miembro de Erit Lux.                                                     | Claude Heinrich          | 3            |
| «El Desconocido»                |                     | Versión adulta del hijo de Jonas y Martha; exmarido de Agnes, padre de Tronte y miembro de Erit Lux.                  | Jakob Diehl              | 3            |
| «El Desconocido»                |                     | Versión anciana del hijo de Jonas y Martha; miembro de Erit Lux.                                                      | Hans Diehl               | 3            |

### Personajes secundarios
- Nils Brunkhorst como un profesor de ciencias de la escuela secundaria en 2019 (temporada 1).
- Lena Dörrie como Clara Schrage: una enfermera que asiste a Helge Doppler en 2019 (temporada 1).
- Tara Fischer como una amiga de Katharina en 1986–1987 (temporadas 1–2).
- Sylvester Groth como Clausen: un investigador policial que llega a Winden para dirigir un grupo de personas desaparecidas en 2020 (temporada 2).
- Leopold Hornung como Torben Wöller: un joven oficial de policía en 2019–2020, hermano de Benni/Bernadette (temporadas 1–3).
- Tom Jahn como Jürgen Obendorf: el padre de Erik Obendorf en 2019–2020 (temporadas 1–3).
- Anna König como Edda Heimann: patóloga en 2019 (temporada 1).
- Vico Mücke como Yasin Friese: amigo de Elisabeth Doppler en 2019 (temporada 1).
- Henning Peker como Udo Meier: un patólogo en 1953–1954 (temporadas 1–2).
- Barbara Philipp como Selma Ahrens: trabajadora social en 1986 (temporada 1).
- Paul Radom como Erik Obendorf: un adolescente que vende drogas, desaparecido en 2019 (temporada 1).
- Merlin Rose y Svenja Jung como Marek y Sonja Tannhaus: el hijo de H.G. Tannhaus y su esposa, quienes tienen una bebé llamada Charlotte en el mundo original (temporada 3).
- Anton Rubtsov como Bernadette Wöller / Benni: una prostituta transgénero en 2019–2020, hermana de Torben (temporadas 1–3).
- Sammy Scheuritzel como Killian Obendorf: el hermano de Erik en el universo alternativo del 2019 (temporada 3).
- Dennis Schmidt como Sebastian Krüger: el padre de Hannah en 1986 (temporada 1).
- Anna Schönberg como Donata Kraus: enfermera y compañera de trabajo de Ines Kahnwald en 1986 (temporada 1).
- Andreas Schröders como un trabajador de la central eléctrica en 2020 (temporada 2).
- Mieke Schymura como Justyna Jankowski: oficial de policía en 2019–2020 (temporadas 1–2).
- Katharina Spiering como Helene Albers: enfermera del psiquiátrico y madre de Katharina en 1987 (temporadas 2-3).
- Lea Willkowsky como Jasmin Trewen: secretaria de Claudia Tiedemann en 1986–1987 (temporadas 1–3).
- Roland Wolf como un oficial de policía y compañero de trabajo de Egon Tiedemann en 1953–1954 (temporadas 1–2).

## Episodios
| Temporada | Temporada | Episodios | Episodios | Lanzamiento original   | Lanzamiento original   |
| --------- | --------- | --------- | --------- | ---------------------- | ---------------------- |
|           | 1         | 10        | 10        | 1 de diciembre de 2017 | 1 de diciembre de 2017 |
|           | 2         | 8         | 8         | 21 de junio de 2019    | 21 de junio de 2019    |
|           | 3         | 8         | 8         | 27 de junio de 2020    | 27 de junio de 2020    |

## Tecnología
El viaje en el tiempo es un tema importante en la serie. Este es posible gracias al uso de diferentes sistemas revelados durante la serie y basados en el conocimiento científico adquirido durante el siglo XX con respecto a la masa, la gravitación y la medición del tiempo. Hay cinco tipos de sistemas:
- una masa de materia oscura inestable en suspensión creada por la central nuclear de la ciudad;
- una red subterránea presente en una cueva debajo de la central nuclear y delimitada por puertas marcadas con un símbolo de trinidad y la frase latina "Sic Mundus Creatus Est" (en español: "Así se creó el mundo");
- una silla en un búnker con bobinas electromagnéticas en la espalda y sujeciones en los reposabrazos y las piernas;
- un mecanismo de relojería del tamaño de un maletín que requiere una señal electromagnética (tipo de red telefónica) y capaz de estabilizar la materia oscura;
- una bola dorada del tamaño de una mano, que parece ser un modelo reducido y avanzado del mecanismo del reloj.

Las máquinas basadas en el uso de materia oscura operan mediante un mecanismo que une el cesio 137 (un isótopo del elemento cesio) y el bosón de Higgs (a veces llamado "partícula de Dios" y descrito como responsable de la masa de las partículas), capaz de formar un agujero negro como punto de partida y un agujero blanco como punto de llegada, cuya conexión toma la forma de un agujero de gusano (también llamado puente Einstein-Rosen) lo suficientemente estable como para ser cruzado por una o más personas.
Todos los sistemas han demostrado la capacidad y la limitación común de poder viajar solo con precisión 33 años en el pasado o en el futuro. (Es posible una excepción con respecto al último sistema porque el usuario menciona "otro mundo", y luego considera la posibilidad de que su sistema pueda moverse allí).
Este mecanismo temporal es utilizado por diferentes personajes para ir a diferentes épocas y participar en los eventos que tienen lugar allí, lo que tiene la consecuencia de afectar el futuro de estas épocas y, por lo tanto, el pasado y el presente de aquellos de donde estos personajes vienen. Esto inevitablemente resulta en paradojas temporales que la serie explica y acepta, por un lado a través del narrador que invita al espectador a no ver el tiempo como lineal (del pasado al futuro) sino como circular (la realización de un acto puede constituir su propio origen) y, por otro lado, basar una parte importante de su suspense en el verdadero árbol genealógico de los habitantes de la ciudad. Este punto de intriga se vincula y acentúa con los secretos que los personajes tienen cuidado de no divulgar.

## Producción
En febrero de 2016, Netflix anunció que Dark tendría una primera temporada que constaría de diez episodios. También se reveló que cada episodio tendría una hora de duración. La fotografía principal empezó el 18 de octubre de 2016, en Berlín y sus alrededores, y finalizó en marzo de 2017. La serie se filmó en resolución 4K (Ultra HD).
Es la primera serie original en alemán de Netflix y sigue una tendencia creciente de Netflix de financiar o adquirir los derechos de producciones locales con el potencial de explotarlos globalmente, como la serie española La casa de papel, la mexicana Club de Cuervos y la brasileña 3%.
El rodaje de la segunda temporada comenzó el 25 de junio de 2018, en Berlín y sus alrededores, y finalizó el 27 de noviembre del mismo año.
Días después de que se estrenara la segunda temporada, el 24 de junio de 2019, comenzaron las filmaciones de la tercera y última temporada en Berlín, que se estrenó el 27 de junio de 2020.

## Lanzamiento
La primera temporada de la serie se lanzó en Netflix el 1 de diciembre de 2017.
Se anunció una segunda temporada con un breve avance en las páginas alemanas de Facebook de la serie y en Netflix el 20 de diciembre de 2017. El 26 de abril de 2019 Netflix anuncia oficialmente el lanzamiento de la segunda temporada para el 21 de junio del mismo año.
La tercera y última temporada fue lanzada el 27 de junio de 2020.

## Recepción
La primera temporada recibió críticas en su mayoría positivas, y muchos críticos señalaron la similitud de la serie con la serie de televisión de los años 90 Twin Peaks y la serie de 2016 de Netflix Stranger Things. Tiene un puntaje de 89% de los críticos y del 90% de la audiencia en el sitio web especializado Rotten Tomatoes, con una calificación promedio de 7.1 sobre 10. Se elogió el tono de la serie, la complejidad de su narrativa y su ritmo. Muchos críticos afirmaron que la serie era más oscura y más profunda que Stranger Things, y mucho más evocadora del tono de Twin Peaks.
Sin embargo, algunas críticas se dirigieron hacia el enfoque severo de la serie y su mensaje, la falta de personajes simpáticos y la falta de originalidad de ciertos aspectos de la trama.
La segunda temporada fue comentada por Rotten Tomatoes de la siguiente manera: "Desciende más profundamente en los mitos meticulosamente elaborados del programa y consolida la serie como una de las historias de ciencia ficción más fuertes y extrañas del streaming". Tiene un puntaje de 100% por parte de los críticos y del 97% por parte de la audiencia, lo que la convierte en una de las series mejor calificadas de la historia del portal.